# Maurice Greene (Leichtathlet)
Maurice Greene (* 23. Juli 1974 in Kansas City, Kansas) ist ein ehemaliger US-amerikanischer Leichtathlet. Er wurde zweimal Olympiasieger und fünfmal Weltmeister. Bis 2005 war er Weltrekordhalter im 100-Meter-Lauf.

## Karriere
Während seiner Schulzeit war Greene sowohl Leichtathlet als auch American-Football-Spieler. Doch es zeigte sich bald, dass seine Leistungen im Sprint besser waren.
1995 nahm Greene erstmals an einem großen internationalen Wettkampf teil, den Weltmeisterschaften in Göteborg; allerdings kam er dort im 100-Meter-Lauf nicht über den Viertelfinallauf hinaus. Seine nächste Saison verlief ebenfalls enttäuschend: Er schaffte die Qualifikation für die Olympischen Spiele 1996 in Atlanta nicht. Allerdings ließ er es sich nicht entgehen, das olympische Finale live von den Zuschauerrängen mitzuverfolgen. Dies gab ihm Anstoß für den weiteren Verlauf seiner Karriere.
1997 kam jedoch endlich der Durchbruch. Bei den Weltmeisterschaften in Athen gewann er das 100-Meter-Rennen. In den folgenden Jahren dominierte er diese Disziplin und verteidigte 1999 und 2001 seinen Weltmeistertitel. 1998 stellte er überdies in Madrid einen neuen Weltrekord im 60-Meter-Lauf auf (6,39 s), welchen er 2001 in Atlanta mit derselben Zeit noch einmal bestätigte. 1999 egalisierte er Donovan Baileys 50-Meter-Weltrekord mit 5,56 s. Bei den Weltmeisterschaften 1999 verteidigte er nicht nur seinen Titel über 100 Meter, sondern gewann außerdem das Rennen über 200 Meter. Er war damit der Erste, der beide Sprintdistanzen bei Weltmeisterschaften für sich entscheiden konnte. Am 16. Juni 1999 stellte er an einem Meeting in Athen einen weiteren Weltrekord auf; er lief die 100 Meter in 9,79 s.
Greenes bislang wichtigster Erfolg war der Sieg im 100-Meter-Rennen bei den Olympischen Spielen 2000 in Sydney. 2002 verlor Greene seinen Weltrekord an seinen Landsmann Tim Montgomery, der die alte Bestmarke um eine Hundertstelsekunde unterbot. Greene war damals verletzt und musste das Rennen von der Tribüne aus mitverfolgen. Montgomerys Zeit wurde allerdings aus den Ergebnislisten gelöscht, da er wegen Dopingmissbrauches suspendiert wurde. Greene hielt somit den Weltrekord von 1999 bis 2005, als Asafa Powell eine neue Bestmarke aufstellte. Bei den Weltmeisterschaften 2001 verteidigte er seinen Titel über 100 Meter.
Greenes großes Ziel war die Titelverteidigung der olympischen Goldmedaille von Sydney bei den Olympischen Spielen 2004 in Athen. Er wollte damit die Leistung von Carl Lewis von 1984 und 1988 wiederholen. Dies gelang jedoch nicht. Er gewann dennoch die Bronzemedaille. 2005, bei den Weltmeisterschaften in Helsinki, wurde er nur bei der 4-mal-100-Meter-Staffel eingesetzt, da er sich bei den US-Trials verletzt hatte und so die Qualifikation für die 100 Meter nicht schaffen konnte. Zu einem Start im Finale kam es dann jedoch nicht, da die US-amerikanische Staffel im Halbfinale disqualifiziert wurde.
Am 4. Februar 2008 gab Greene seinen Rücktritt als Leichtathlet bekannt, da er nach seinen vielen Blessuren nicht mehr die mentale Kraft zurückzukommen habe.
Im April 2008 berichtete die New York Times, dass Greene dem Mexikaner Angel Guillermo Heredia 10.000 USD für Dopingmittel gegeben habe. Greene gab die Zahlung zu, behauptet aber, er habe für andere Mitglieder seiner Trainingsgruppe gezahlt. Heredia wirft Greene als Kronzeuge der US-Justiz vor, Greene mit den Dopingmitteln IGF-1, IGF-2, EPO und ATP versorgt zu haben.
Greene, der gerichtlich nicht des Dopings überführt wurde, war wie andere ertappte Dopingsünder Mitglied der Trainingsgruppe von John Smith.
Maurice Greene hat bei einer Größe von 1,76 m ein Wettkampfgewicht von 80 kg.

## Statistiken
| Zeit (s) | Wind | Datum         | Ort                  |
| -------- | ---- | ------------- | -------------------- |
| 9,79     | 0,1  | 16. Juni 1999 | Athen                |
| 9,80     | 0,2  | 22. Aug. 1999 | Sevilla              |
| 9,82     | −0,2 | 5. Aug. 2001  | Edmonton             |
| 9,85     | 0,8  | 7. Juli 1999  | Rom                  |
| 9,86     | 0,2  | 3. Aug. 1997  | Athen                |
| 9,86     | −0,2 | 1. Sep. 2000  | Berlin               |
| 9,87     | 0,6  | 30. Juli 1999 | Stockholm            |
| 9,87     | −0,3 | 23. Sep. 2000 | Sydney               |
| 9,87     | 0,6  | 22. Aug. 2004 | Athen                |
| 9,89     | 0,9  | 12. Juli 2002 | Rom                  |
| 9,90     | 0,2  | 13. Juni 1997 | Indianapolis         |
| 9,90     | 1,0  | 2. Juli 1997  | Lausanne             |
| 9,90     | 1,3  | 2. Aug. 1997  | Athen                |
| 9,90     | 0,5  | 3. Aug. 1997  | Athen                |
| 9,90     | 0,3  | 5. Aug. 1998  | Stockholm            |
| 9,90     | 0,3  | 21. Juni 2001 | Eugene               |
| 9,90     | 1,1  | 4. Juli 2001  | Lausanne             |
| 9,91     | −0,2 | 21. Aug. 1999 | Sevilla              |
| 9,91     | −0,4 | 13. Mai 2000  | Osaka                |
| 9,91     | −0,3 | 11. Juni 2001 | Athen                |
| 9,91     | 0,0  | 11. Juli 2004 | Sacramento           |
| 9,92     | 0,2  | 22. Aug. 1997 | Brüssel              |
| 9,92     | −0,3 | 25. Aug. 1998 | Lausanne             |
| 9,93     | 0,4  | 2. Juli 1999  | Lausanne             |
| 9,93     | 0,3  | 14. Juli 2000 | Sacramento           |
| 9,93     | 1,8  | 19. Juni 2004 | Eugene               |
| 9,93     | −0,2 | 21. Aug. 2004 | Athen                |
| 9,94     | −0,3 | 28. Aug. 1998 | Brüssel              |
| 9,94     | 0,1  | 1. Sep. 1998  | Berlin               |
| 9,94     | −1,0 | 11. Aug. 2000 | Zürich               |
| 9,94     | 1,4  | 1. Juni 2003  | Carson               |
| 9,94     | −0,5 | 6. Aug. 2004  | Zürich               |
| 9,96     | 1,5  | 12. Juni 1997 | Indianapolis         |
| 9,96     | 0,6  | 19. Juni 1998 | New Orleans          |
| 9,96     | 0,2  | 9. Juli 1998  | Oslo                 |
| 9,96     | −1,0 | 21. Juli 1998 | Hempstead (New York) |
| 9,96     | −0,7 | 22. Aug. 1999 | Sevilla              |
| 9,96     | −0,1 | 12. Mai 2001  | Osaka                |
| 9,96     | −0,4 | 6. Juli 2001  | Saint-Denis          |
| 9,97     | −0,6 | 7. Aug. 1999  | London               |
| 9,97     | 0,7  | 30. Juni 2000 | Rom                  |
| 9,97     | −0,2 | 10. Juni 2002 | Athen                |
| 9,97     | 0,1  | 19. Juli 2002 | Monaco               |
| 9,97     | −0,3 | 30. Juli 2004 | London               |
| 9,97     | 0,2  | 22. Aug. 2004 | Athen                |
| 9,98     | −0,8 | 22. Juli 2001 | London               |
| 9,98     | −0,2 | 30. Juli 2004 | London               |
| 9,99     | −0,7 | 13. Aug. 1997 | Zürich               |
| 9,99     | −0,5 | 28. Feb. 1998 | Sydney               |
| 9,99     | −0,7 | 11. Aug. 1999 | Zürich               |
| 9,99     | 0,7  | 21. Juni 2002 | Palo Alto            |
| 9,99     | 0,4  | 5. Juli 2002  | Saint-Denis          |

| Disziplin | Zeit (s)  | Wind | Datum         | Ort         |
| --------- | --------- | ---- | ------------- | ----------- |
| 50 m      | 5,56 (WR) | –    | 13. Feb. 1999 | Los Angeles |
| 60 m      | 6,39      | –    | 3. Feb. 1998  | Madrid      |
| 60 m      | 6,39      | –    | 3. März 2001  | Atlanta     |
| 100 m     | 9,79      | 0,1  | 16. Juni 1999 | Athen       |
| 200 m     | 19,86     | 1,6  | 7. Juli 1997  | Stockholm   |

|  |